# Droit de bris

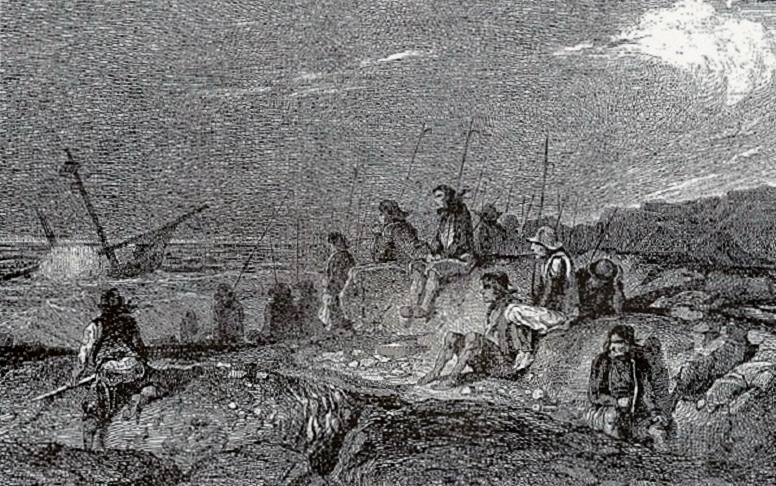
Octave Penguilly L'Haridon : Les Pilleurs de la mer (gravure, 1848).

Pendant l'Ancien Régime, le droit de bris, appelé aussi droit d'épave, droit de lagan, droit de varech ou de wreccum, était le droit donnant la propriété des épaves et des cargaisons des navires naufragés au seigneur sur les terres duquel l’épave s’échouait.
En fait, ce droit de bris faisait l'objet de négociations, de marchandages ou d'entorses nombreuses. Ainsi, il pouvait être donné par les seigneurs aux militaires ou religieux en échange de l'entretien et du fonctionnement du phare (fanal placé au sommet d'une tour à feu au Moyen Âge). Dans la plupart des cas, les populations, qui vivaient dans des conditions misérables, ne respectaient pas ce privilège seigneurial et profitaient des naufrages pour aller piller les bateaux.

## Historique

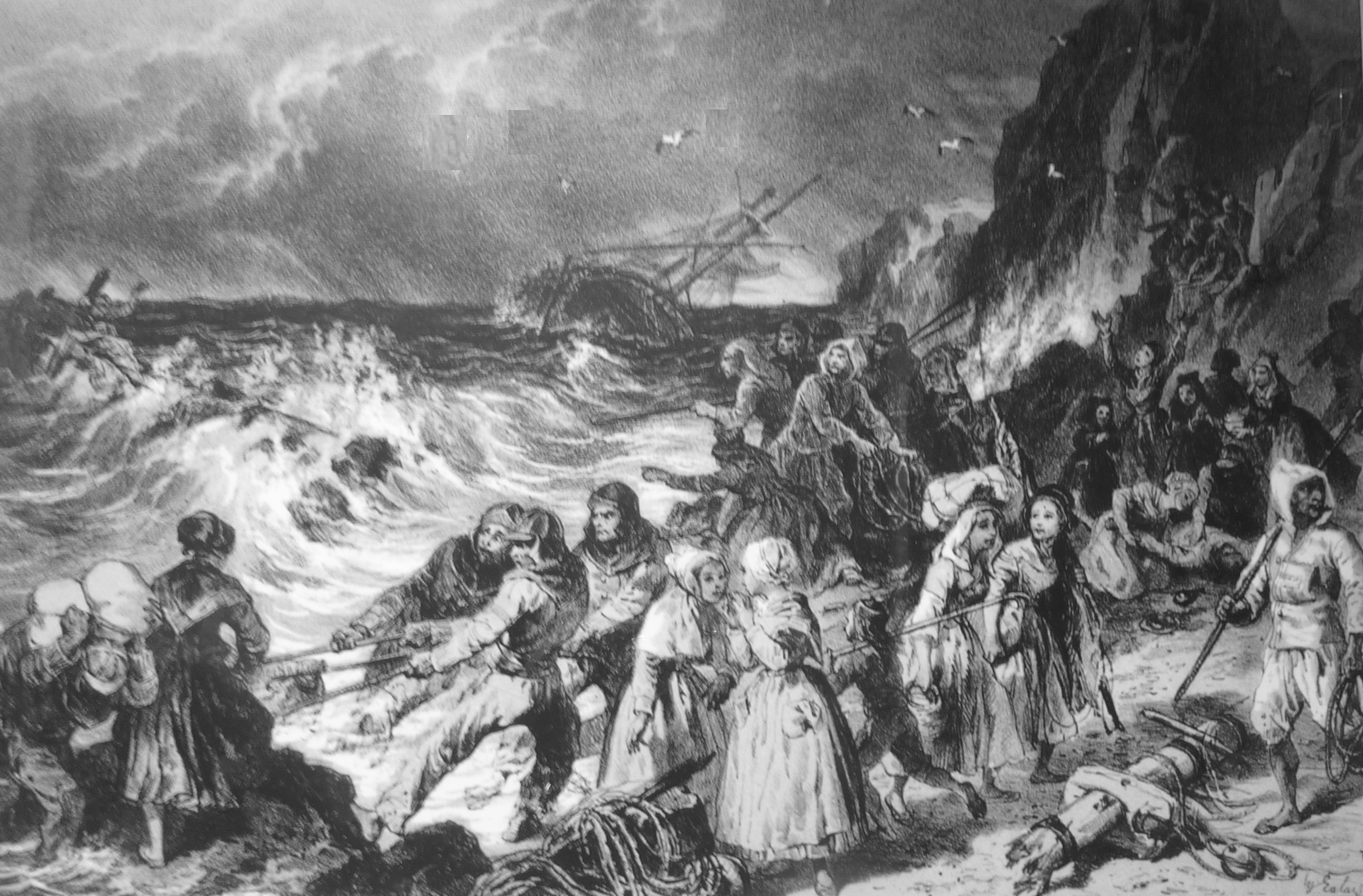
Scène de naufrage au pays de Kerlouan (gravure de François Hippolyte Lalaisse, Musée départemental breton de Quimper).

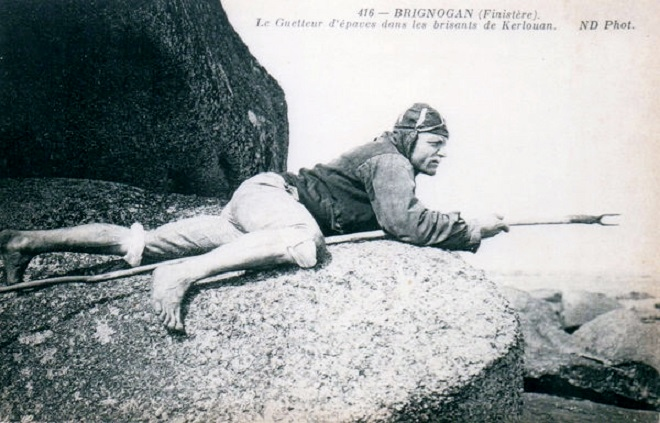
Le guetteur d'épaves dans les brisants de Kerlouan (carte postale ND Photo, début XXe siècle).

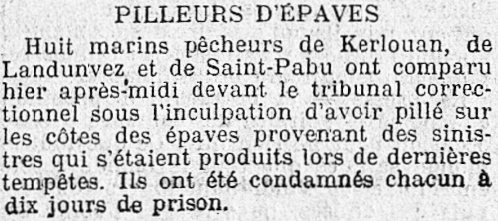
Pilleurs d'épaves condamnés en 1910 (journal L'Univers).

Le droit de bris existe probablement dès l'Antiquité. En France, Louis XI revendique ce droit comme régalien ; en Bretagne toutefois, le droit de bris est une prérogative ducale. Condamné en Bretagne par le concile de Nantes en 1127 sous l'impulsion du duc Conan III, il est aboli par Henri II sur les côtes d’Angleterre, du Poitou, de l’île d’Oléron et de Gascogne en 1174 et remplacé par une taxe de jauge, contre le versement de laquelle les capitaines de navires recevaient des « brefs de sauveté, de conduite et de victuailles », qui, en cas de sinistre, garantissaient leurs personnes et leurs biens. Sous Louis XIV, ce droit est limité par l'ordonnance de Colbert de 1681 aux biens non réclamés dans un certain délai.
En août 1681, une ordonnance de la Marine supprime le droit de ramasser les épaves et les biens parvenant à la côte accordé jusque-là aux Ouessantins et, le 8 octobre 1699, l'amirauté de Brest installe à Ouessant un bureau de greffe et un commis chargé de mettre à disposition du roi les marchandises parvenant à la côte à la suite de naufrages. Les Ouessantins continuèrent malgré tout à récupérer tout ce qui pouvait améliorer leur ordinaire. Pour éviter la saisie des biens et du navire, il existait un droit de rachat du droit de bris par les « brefs de Bretagne », des attestations authentifiées par le sceau du duc de Bretagne, qui étaient mises en vente dans les ports du duché et dans deux ports français, Bordeaux et La Rochelle.
C’est en Bretagne, particulièrement dans le Pays pagan et le Pays bigouden, ou encore dans les îles comme à Ouessant, que le droit de bris eut son plus puissant développement, parfois peut-être, mais c'est douteux, en allant jusqu'à provoquer des naufrages afin de piller les épaves, d'où la réputation probablement imméritée de naufrageurs. Par exemple, dans la nuit du 22 au 23 janvier 1792 à Plouguerneau, le Neptune, navire marchand anglais, s'échoue et est pillé par un groupe de pilleurs d'épaves du Pays pagan. Il transportait entre autres de la porcelaine de Chine.
Dans l'empire colonial français, par exemple en Guyane, les tribunaux appliquent une forme de droit d'épave aux personnes racisées noires retrouvées libres, sans maîtres : l'État est jugé devenir propriétaire et avoir le droit d'esclavagiser ces personnes, qualifiées d'« épaves ».

## Actualité du droit de bris

### France
Actuellement, la récupération de biens sur une épave est interdite en France (mais souvent pratiquée), l'inventeur du bien ne pouvant le récupérer qu'au terme d'une procédure complexe.
Concernant la récupération en eaux profondes des marchandises, l'invention du scaphandre autonome, rendant accessible assez facilement la zone des 50 m de profondeur (située dans la juridiction des eaux territoriales) a bouleversé la donne à partir du début des années 1950. En particulier, les épaves antiques de Méditerranée, et leurs gisements d'amphores romaines,sont devenues accessibles et elles ont longtemps relevé en France d'un vide juridique, car la loi Carcopino (datant du régime de Vichy, en 1941) n'avait envisagé que la protection des biens archéologiques terrestres.
C'est André Malraux, ministre de la culture, qui s'en émut et fut à l'origine d'une loi de protection des biens culturels engloutis, loi qui fut considérablement renforcée en 1989. Les épaves modernes relèvent du droit commun mais la limite juridique entre les deux types de biens peut être floue, certaines épaves d'avions tombées au large de la Corse comme le bombardier B17 de Calvi ou le B25 d'Alistro ont été malheureusement la proie des chasseurs de souvenirs.

### Pays-Bas
En 2019, 270 conteneurs passèrent par-dessus bord du MSC Zoe, et leur contenu, échoué sur la plage, fut récupéré par les résidents de Vlieland. Les autorités se sont montrées inquiètes à propos du sort de trois grandes caisses de peroxyde organique,.

### Royaume-Uni
Au Royaume-Uni, la récupération d'épaves est une tradition bien ancrée, comme en témoigne le film de 1950 d'Alexander Mackendrick Whisky à Gogo !, basé sur des faits réels (cf. supra).
Les biens échoués sur les côtes peuvent être récupérés après déclaration à un fonctionnaire de la Couronne britannique, le receiver of wrecks (receveur des épaves). En 2007, un navire porte conteneurs, le MSC Napoli, s'est échoué sur la côte du Devon et les conteneurs, mal arrimés (un problème récurrent dans le transport maritime conteneurisé) se sont échoués sur les grèves voisines. La population locale s'est ruée sur les conteneurs, récupérant notamment des parfums de luxe et de puissantes motos BMW 1200 cm3, flambant neuves, avec les clés sur le contact. La police, présente sur les plages n'a rien pu faire d'autre que de distribuer des feuillets rappelant l'obligation de déclaration au receiver of wrecks des objets récupérés avant de réussir à bloquer tout accès à la plage,,.
Il est possible d'acheter à la Couronne britannique les droits de sauvetage d'une épave moderne, même si la récupération des débris est économiquement non viable, ou d'être institué gardien d'une épave protégée (sans droit de remonter des artefacts); c'est ce que font certains centres de plongée sous-marine afin de se réserver officiellement l'exclusivité des plongées sur une épave pittoresque et facile d'accès.